# Carla Tolomeo
Carla Tolomeo (Pinerolo, 1941) è un'artista, pittrice e scultrice italiana.

## Biografia
Formatasi come pittrice, dal 1997 inizia a creare le sedie-sculture per cui è celebre, in cui le sedute e gli schienali raffigurano composizioni di piante, animali, lune ed elementi di fantasia.
Nel 2007 espone alla Galleria d'arte moderna di Milano, all'interno della collezione Mirabili - Arte d'abitare.
Le sue sedute, nel 2012, vengono inserite nella selezione di opere esposte alla Triennale di Milano, nell'ambito della mostra Gillo Dorfles. Kitsch – oggi il kitsch, curata da Gillo Dorfles con Aldo Colonetti, Franco Origoni, Luigi Sansone e Anna Steiner.
Ha anche esposto a miart, fiera internazionale d'arte moderna e contemporanea di Milano e ad Arte Fiera a Bologna.
Nel 2022 la sua collezione ispirata all'opera di Jorge Luis Borges Manuale di zoologia fantastica è in mostra presso la Galleria d'Arte Moderna e Contemporanea Lorenzo Viani di Viareggio.
Nel 2024 espone al Museo di Palazzo Mocenigo, a Venezia, l’installazione L’albero della vita, composta da ottocento pezzi in ferro, legno e tessuto. Ad aprile 2025 prende parte con la medesima opera alla mostra HAPPINESS del Superstudio di Milano, nell’ambito della Milano Design Week 2025.
È insignita nell'ottobre 2024 del premio alla carriera "Alfredo d'Andrade".

## Vita privata
È stata sposata con il giornalista e scrittore Giancarlo Vigorelli.